# Firebird (компания)
Firebird (первоначально Firebird Software) — британская компания, существовавшая в 1980-е годы и занимавшаяся изданием компьютерных игр.

## История
Firebird была основана в 1984 году как лейбл Telecomsoft (подразделения компании British Telecom, занимавшегося компьютерными играми). Поначалу она имела две ценовые категории: бюджетную (Firebird Silver) — 2,50 фунта стерлингов, и высшую (Firebird Gold) — от 5,95 фунтов стерлингов. Она издавала игры для VIC-20, BBC, ZX Spectrum и Commodore 64; платформы BBC и VIC-20 в это время теряли популярность и вскоре были убраны из портфолио компании. В отличие от конкурентов, Firebird размещала на вкладыше кассеты скриншот из игры, чтобы покупатели могли оценить товар.
В 1989 году Telecomsoft была приобретена компанией MicroProse, и вскоре после этого Firebird прекратила существование.

## Игры
Ниже приведён неполный список игр, изданных Firebird.
- Booty (1984)
- Elite (1985)
- Gerry the Germ (1985)
- Olli and Lissa (1986)
- Rebelstar (1986)
- Dark Sceptre (1987)
- Down to Earth (1987)
- Flying Shark (1987)
- The Sentinel (1987)
- Ultima Ratio (1987)
- G.I. Hero (1988)
- Magnetron (1988)
- Savage (1988)
- Rick Dangerous (1989)
- P-47 Thunderbolt (1990)

## Дополнительные факты
- Название Firebird было предложено сотрудником British Telecom Джеймсом Ливи на чрезвычайной встрече после того, как выяснилось, что утверждённое поначалу название Firefly уже зарегистрировано другой компанией. Ливи предложил это название потому, что ранее в тот же день прослушал сюиту Игоря Стравинского «Жар-птица»[4].